# Dekanat brzostowicki
Dekanat brzostowicki – jeden z dziewięciu dekanatów wchodzących w skład eparchii grodzieńskiej i wołkowyskiej Egzarchatu Białoruskiego Patriarchatu Moskiewskiego.

## Parafie w dekanacie
- Parafia św. Dymitra Sołuńskiego w Brzostowicy Małej
  - Cerkiew św. Dymitra Sołuńskiego w Brzostowicy Małej
- Parafia św. Mikołaja Cudotwórcy w Brzostowicy Wielkiej
  - Cerkiew Zaśnięcia Najświętszej Bogurodzicy w Brzostowicy Wielkiej
- Parafia Zaśnięcia Najświętszej Maryi Panny w Golniach
  - Cerkiew Zaśnięcia Najświętszej Maryi Panny w Golniach
- Parafia Zaśnięcia Najświętszej Maryi Panny w Horbaczach
  - Cerkiew Zaśnięcia Najświętszej Maryi Panny w Horbaczach
- Parafia Podwyższenia Krzyża Pańskiego w Hrycewiczach
  - Cerkiew Podwyższenia Krzyża Pańskiego w Hrycewiczach
- Parafia Narodzenia Najświętszej Maryi Panny w Masalanach
  - Cerkiew Narodzenia Najświętszej Maryi Panny w Masalanach
- Parafia Opieki Matki Bożej w Olekszycach
  - Cerkiew Opieki Matki Bożej w Olekszycach
- Parafia św. Męczennika Pantelejmona w Parchimowcach
  - Cerkiew św. Męczennika Pantelejmona w Parchimowcach
- Parafia św. Eufrozyny Połockiej w Pogranicznym
  - Cerkiew św. Eufrozyny Połockiej w Pogranicznym
  - Kaplica św. Jana Teologa w Rudowlanach
- Parafia św. Paraskiewy Serbskiej w Popławcach
  - Kaplica domowa św. Paraskiewy Serbskiej w Popławcach

## Galeria

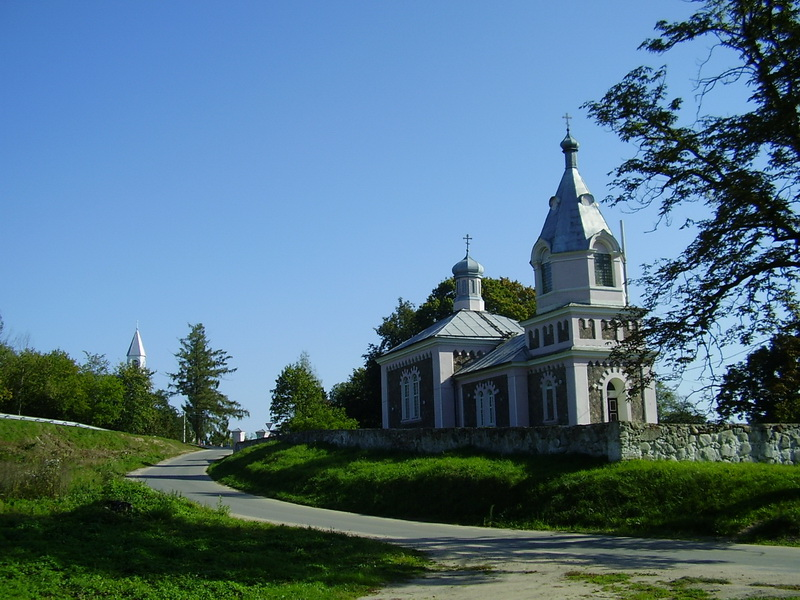
Cerkiew św. Dymitra Sołuńskiego w Brzostowicy Małej
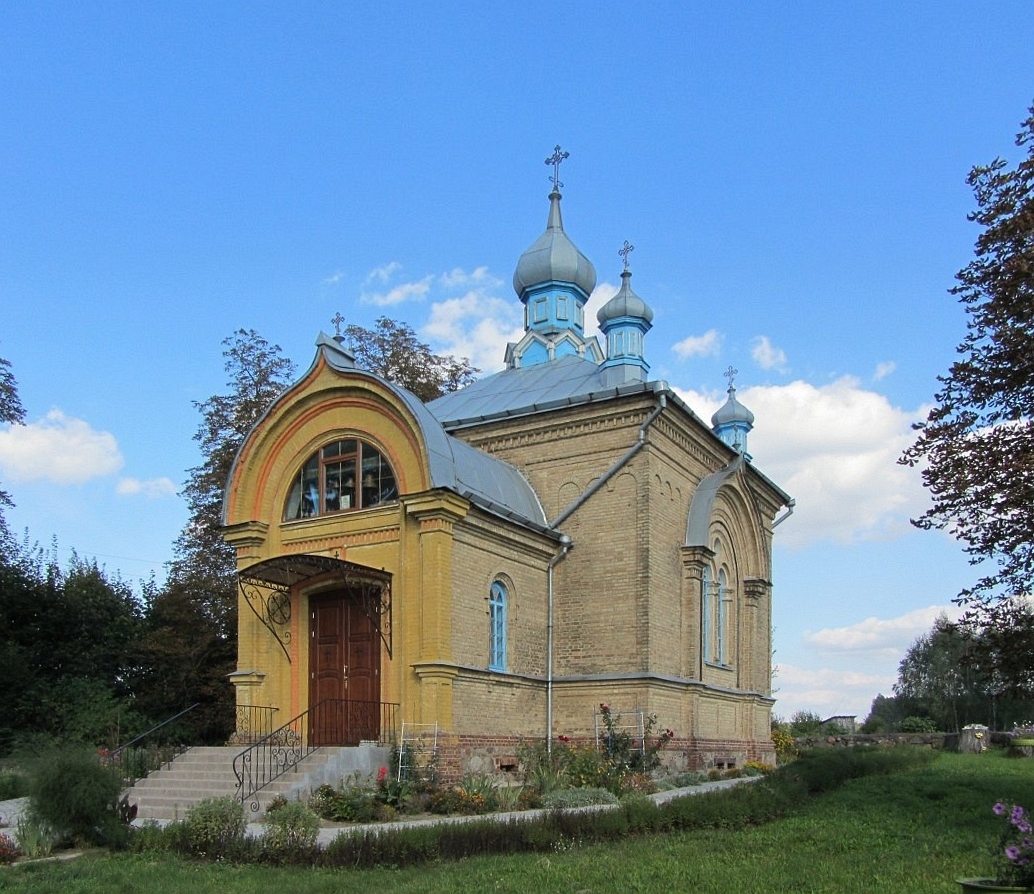
Cerkiew Zaśnięcia Najświętszej Maryi Panny w Horbaczach
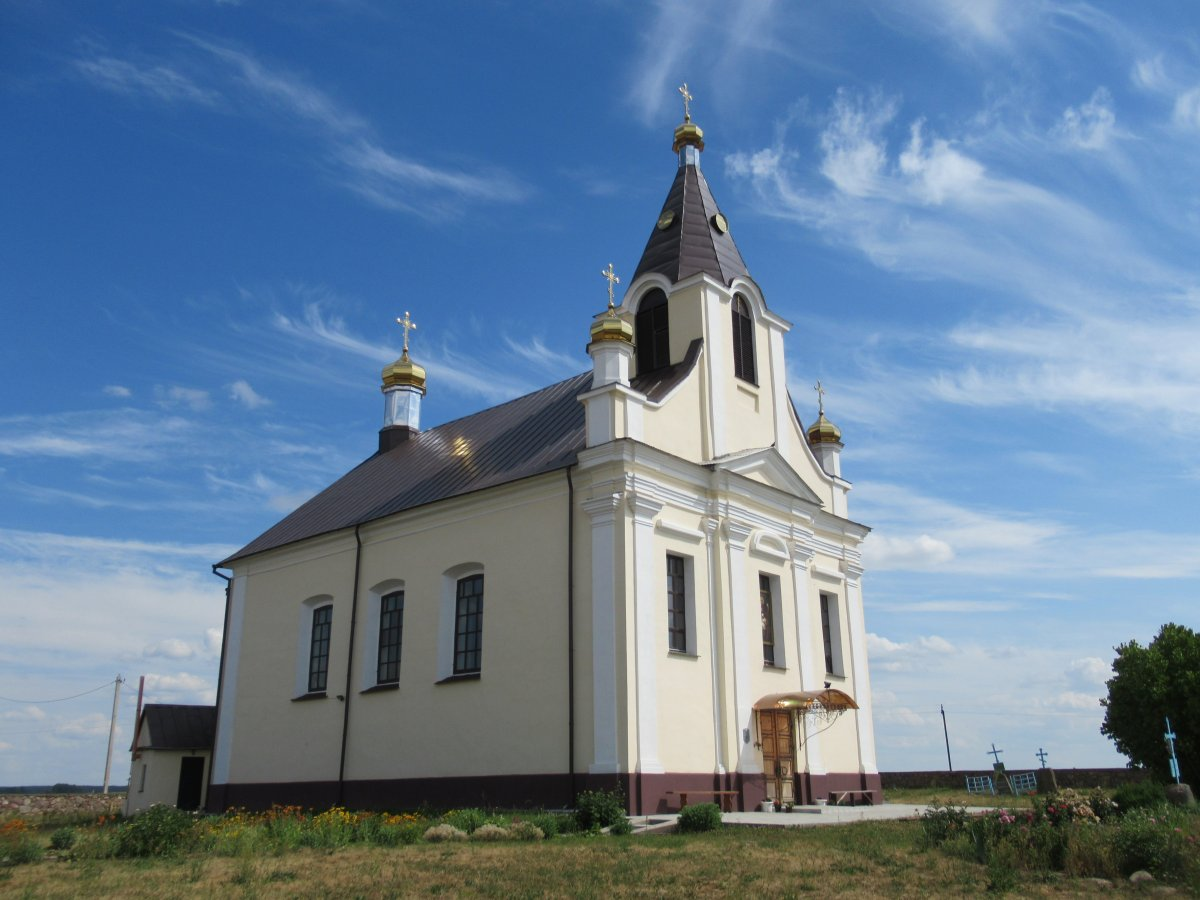
Cerkiew Narodzenia Matki Bożej w Masalanach
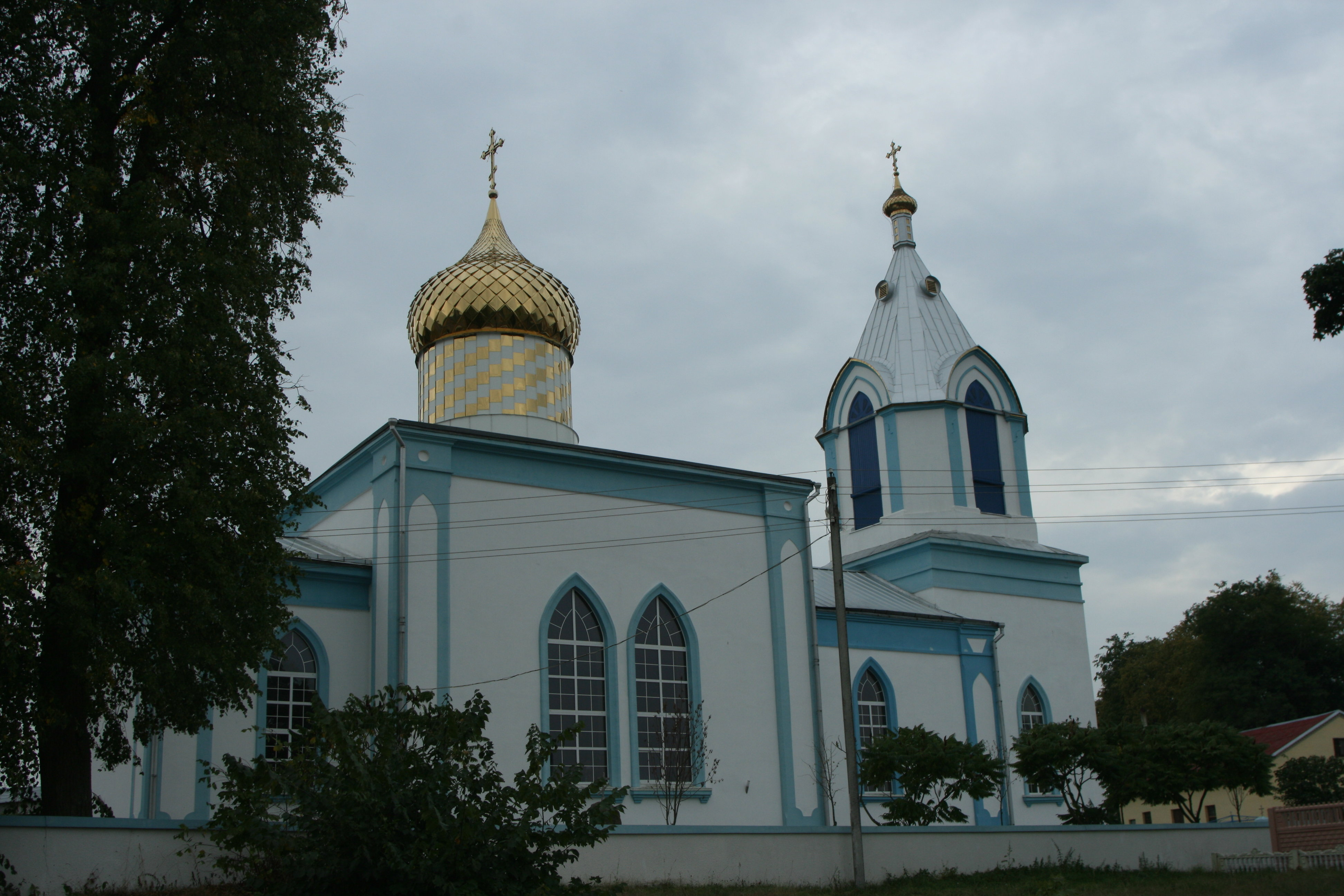
Cerkiew Opieki Matki Bożej w Olekszycach
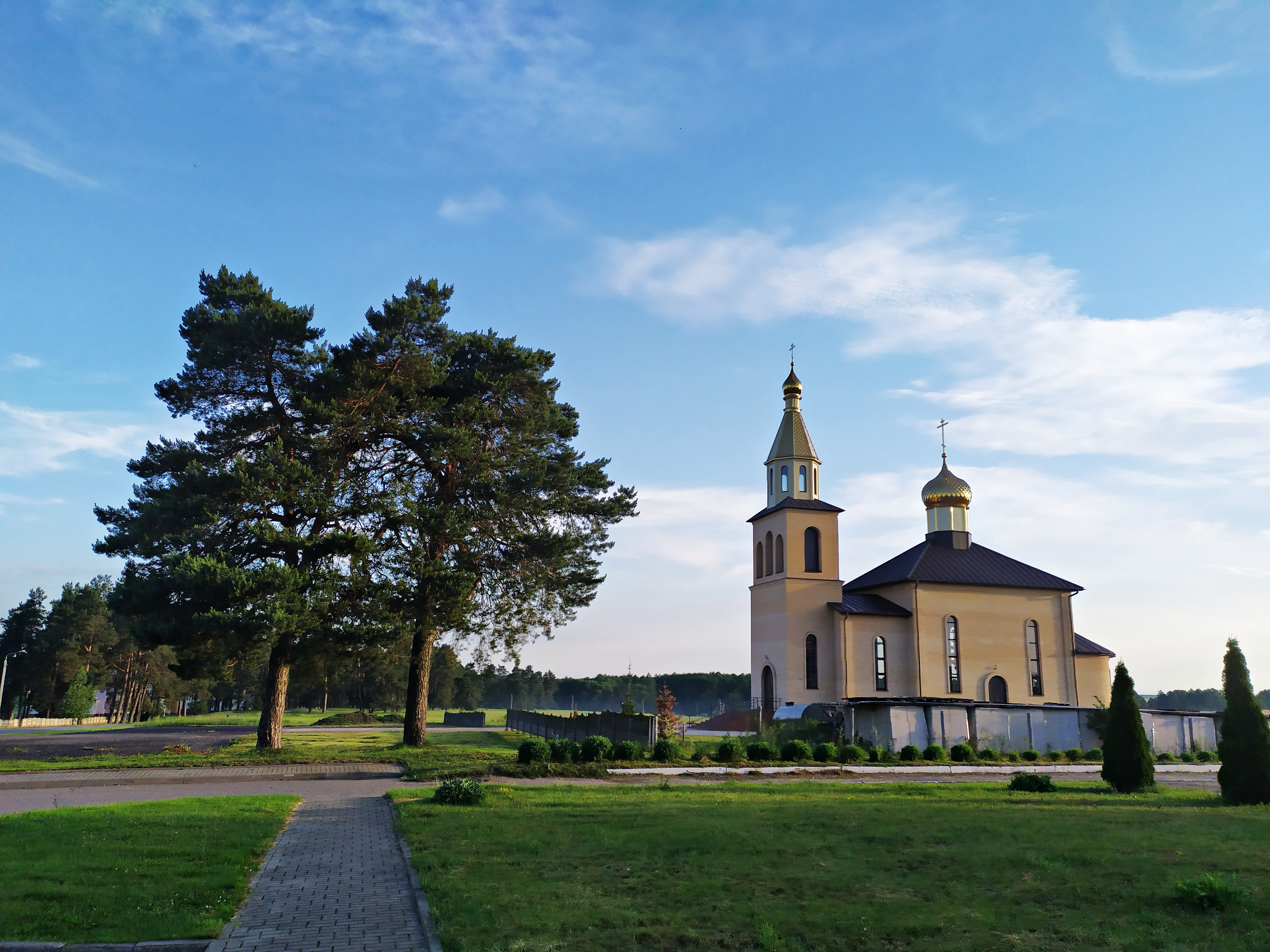
Cerkiew św. Eufrozyny Połockiej w Pogranicznym